# Маккарти, Кевин (бейсболист)
Кевин Эдвард Маккарти (англ. Kevin Edward McCarthy; 22 февраля 1992, Роквилл-Сентер, Нью-Йорк) — американский бейсболист, питчер клуба независимой Американской ассоциации профессионального бейсбола «Клиберн Рейлроудерс». С 2016 по 2020 год играл за клуб Главной лиги бейсбола «Канзас-Сити Роялс».

## Биография
Кевин Маккарти родился 22 февраля 1992 года в Роквилл-Сентре в штате Нью-Йорк. Он окончил старшую школу Келленберг Мемориал в Юниондейле, затем учился в Колледже Малых братьев Марии в Покипси. За студенческую команду Маккарти играл стартовым питчером и реливером. В 2013 году он получил приз реливеру года в конференции Метро-Атлантик. В том же году он был выбран клубом «Канзас-Сити Роялс» в шестнадцатом раунде драфта Главной лиги бейсбола.
В сентябре 2016 года Маккарти впервые был вызван в основной состав «Роялс». Он стал первым представителем своего колледжа, сыгравшим в Главной лиге бейсбола. В 2017 году он сыграл за «Канзас-Сити» в 33 матчах с пропускаемостью ERA 3,20. В декабре во время драфта по правилу №5 клуб взял питчеров Берка Смита и Брэда Келлера, в результате чего следующий чемпионат Маккарти начал в клубе AAA-лиги «Омаха Сторм Чейзерс». В «Роялс» он вернулся уже 13 апреля, успев провести за фарм-клуб только три игры. В июне «Канзас-Сити» обменяли в «Вашингтон Нэшионалс» Келвина Эрреру и Маккарти занял место клоузера команды.
В составе «Роялс» Маккарти играл с 2016 по 2020 год, суммарно проведя на поле 191 2/3 иннинг с пропускаемостью 3,80. Команду он покинул в статусе свободного агента. В сезоне 2021 года он провёл 43 иннинга на уровне AAA-лиги в дочерних командах «Чикаго Уайт Сокс» и «Бостон Ред Сокс», в каждой из них его показатель ERA превышал 7,00. В марте 2022 года Маккарти подписал контракт игрока младшей лиги с «Чикаго Кабс».